# Хабль (річка)
Хабль — річка, ліва притока річки Сухий Аушедз. Початок на південних схилах гори Убіньсу (875 м, Сєверський район). У нижній течії розділяється на два гирла: одне впадає в Сухий Аушедз, друге (що пересихає), — в плавні річки Кубань, на південний схід від селища Варнавінське. Довжина 35 км. Взимку і на весні — паводки. Влітку мілководдя.